# Большой Сатнур
 Большой Сатнур — деревня в Малмыжском районе Кировской области. Входит в состав Арыкского сельского поселения.

## Население
| 2010 |
| ---- |
| 253  |

## География
Деревня находится на реке Шабанка. Центр деревни расположен на высоте 75 метров.